# Chay Lapin
Chay Thomas Burdet Lapin, född 25 februari 1987 i Fountain Valley i Kalifornien, är en amerikansk vattenpolomålvakt. Han ingick i USA:s landslag i herrarnas turnering i vattenpolo vid olympiska sommarspelen 2012 där USA slutade på åttonde plats.
Efter skoltiden vid Woodrow Wilson High School i Long Beach studerade Lapin vid University of California, Los Angeles där han var en ytterst framgångsrik målvakt för UCLA Bruins. Han ingick i det amerikanska laget som tog guld vid panamerikanska spelen 2011.